# Поровский, Сильвестр
Сильвестр Анджей Поровский (пол. Sylwester Andrzej Porowski, родился 7 апреля 1938 в Бежине) — польский физик, профессор физических наук, специалист по физике твёрдого тела и физике высоких давлений, бывший директор Института физики высоких давлений Польской академии наук; изобретатель голубого полупроводникового лазера и нового метода выращивания кристаллов нитрида галлия.

## Биография
Окончил физический факультет Варшавского университета в 1960 году, в 1965 году получил звание доктора физики в Институте физики Польской академии наук, в 1972 году стал почётным доктором. В 1978 году получил звание профессора физических наук. Проходил стажировку в Гарвардском университете у профессора физики высоких давлений В.Пола. Работал с 1964 года в Лаборатории давлений и исследований полупроводников при Институте физики Польской академии наук, с 1972 по 2010 годы руководил Лабораторией физики и технологии высоких давлений «Унипресс» при Польской академии наук (с 2004 года — Институт физики высоких давлений, вице-председателем которого был избран Поровский). Также работал в Варшавском университете, опубликовал более 400 научных статей, состоял в Польском физическом обществе.
12 декабря 2001 команда Сильвестра Поровского испытала голубой полупроводниковый лазер, что стало прорывом не только в польской науке, но и в области оптоэлектроники. Основой для создания источника света послужили синие кристаллы нитрида галлия. После этого успеха Поровского в Польше стали проводить ряд экспериментов по выращиванию кристаллов нитрида галлия для дальнейшего производства голубых лазеров и прочей электроники: в 2010 году польская компания Ammono сумела вырастить абсолютно чистые кристаллы размером до 51 мм при высоком давлении, когда вещество становится сверхкритической жидкостью (в предыдущих случаях физикам не удавалось вырастить кристаллы размеров более чем 20 мм).
Поровский снялся в 1989 году в документальном фильме «Структура человека» — биографии Кшиштофа Занусси. Поровский хорошо знаком с Занусси и является другом его семьи. Также Поровский — один из основателей Ассоциации продвижения гражданского мышления.

## Награды
- В 2002 году за успешное испытание синего полупроводникового лазера Сильвестр Поровский получил награду от президента Польши.
- В 2011 году за заслуги перед наукой Сильвестр Поровский был награждён Офицерским крестом ордена Возрождения Польши[7].
- В 2013 году за инновационный метод выращивания кристаллов Сильвестр Поровский был удостоен премии Фонда польской науки.
- В 2013 году за организацию научных польско-украинских акций Сильвестр Поровский получил награду Капитулы польско-украинского объединения от Украинской греко-католической церкви[8].
- В 2019 году награждён Большом крестом ордена Возрождения Польши[9]